# Polská knihovna v Paříži
Polská knihovna v Paříži (fr. Bibliothèque polonaise de Paris, polsky Biblioteka Polska w Paryżu) je knihovna, kterou založili v roce 1838 v Paříži polští exulanti, kteří do Francie přišli po listopadovém povstání 1830. Mezi zakladateli byli Adam Jerzy Czartoryski, Karol Kniaziewicz, Julian Ursyn Niemcewicz nebo Karol Sienkiewicz (strýc Henryka Sienkiewicze). Knihovna sídlí od roku 1854 na ostrově Saint-Louis na Quai d'Orléans č. 6 v budově z 18. století. Budova byla na počátku 21. století rekonstruována a modernizována.
Knihovna se zaměřuje na polskou historii a dějiny francouzsko-polských vztahů. Obsahuje knižní fond a archiv velké hodnoty a také rozsáhlou sbírku uměleckých děl. Má asi 220 000 knih a asi 5000 map a 7000 kreseb a rytin od 16. do 20. století. Vlastní rovněž mnoho památek z 19. století týkajících se básníka Adama Mickiewicze a skladatele Frédérica Chopina. Součástí knihovny je rovněž muzeum Adama Mickiewicze a muzeum Boleslase Biegase.
Knihovnu řídí Société historique et littéraire polonaise (Polská historická a literární společnost), kterou oficiálně schválil dekretem z 10. června 1866 Napoleon III.
Jejími členy byly a jsou významné francouzské i polské osobnosti kulturního a společenského života jako spisovatel Paul Cazin, Frédéric Chopin, Marie Curie-Skłodowská, Bronisław Geremek, André Gide, markýz de La Fayette, politik Charles de Montalembert, Adam Mickiewicz, Czesław Miłosz nebo Andrzej Wajda.